# Razzo-sonda

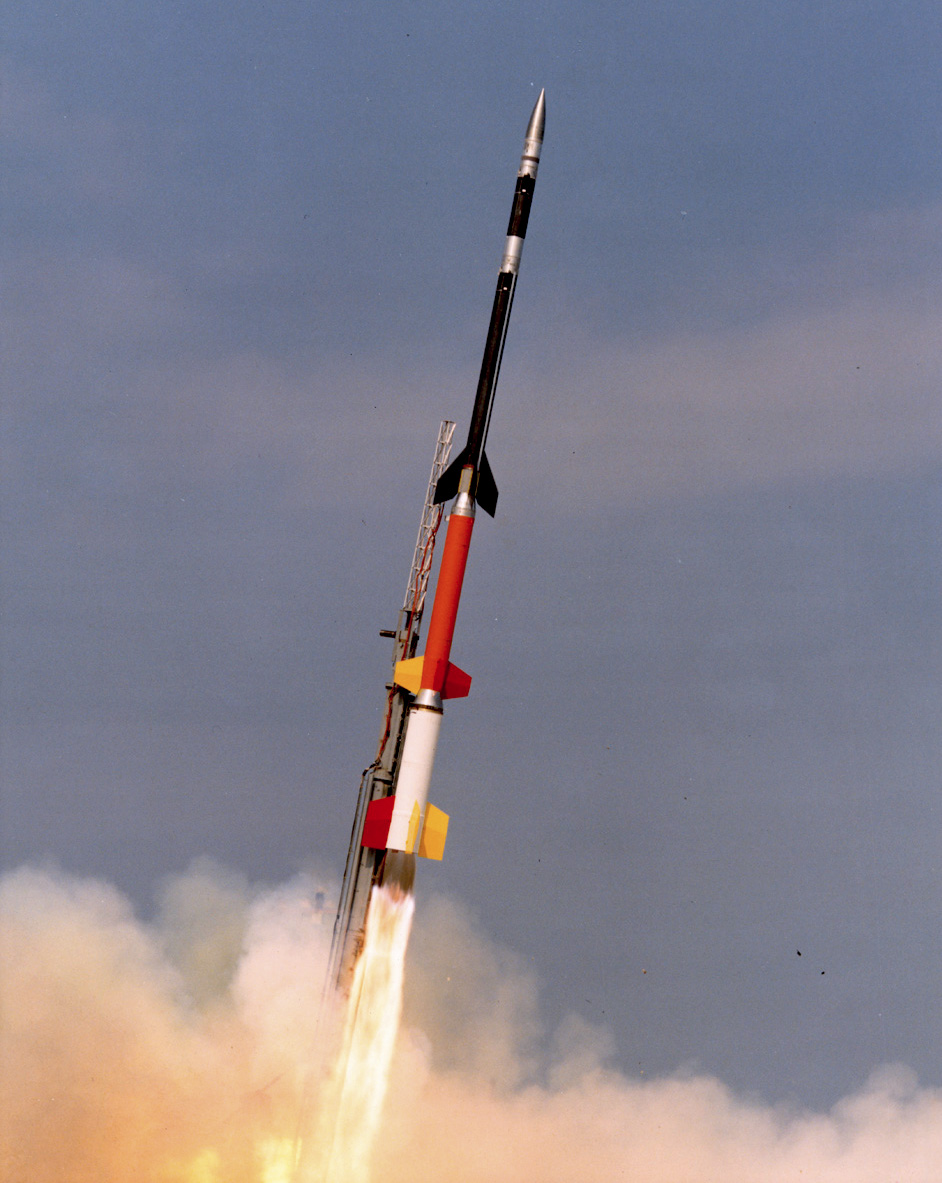
Il razzo-sonda canadese Black Brant XII.

Un razzo-sonda è un razzo che porta una strumentazione destinata ad effettuare studi ed esperimenti scientifici durante un volo suborbitale. Normalmente i razzi-sonda sono alimentati da propellente solido.
I razzi-sonda sono comunemente usati per effettuare rilevazioni tra i 50 e i 1.000 km di altezza; il loro carico utile, costituito da strumenti scientifici, si stacca dalla cima del razzo e viene recuperato con un paracadute.
I razzi-sonda vengono usati per effettuare studi dell'alta atmosfera terrestre, osservazioni relative all'astronomia dell'ultravioletto e astronomia a raggi X e ricerche in condizioni di microgravità.

## Razzi meteo

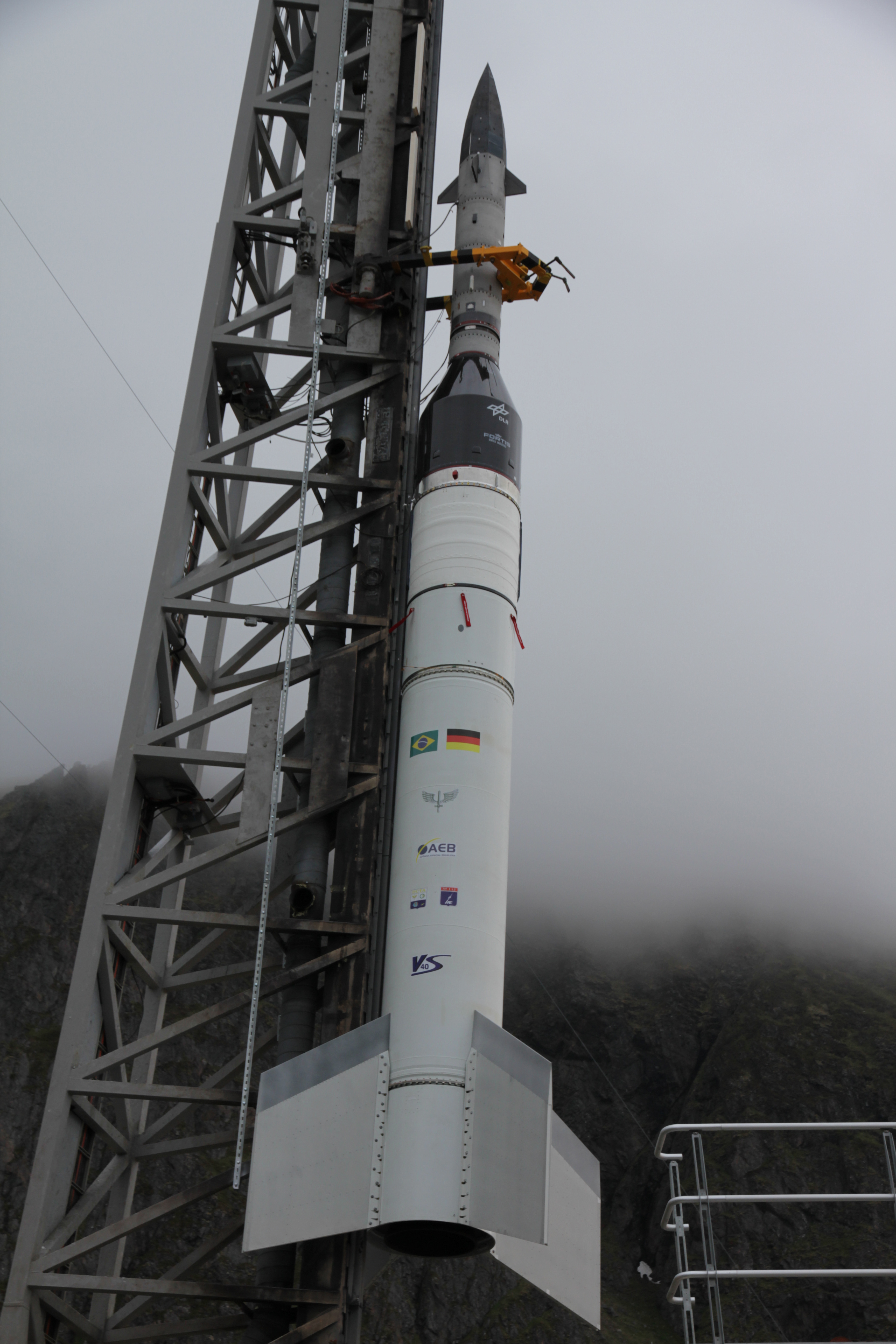
Razzo brasiliano VS-40M

- Aerobee
- Black Brant
- C-41
- МERA
- Meteor
- М-100
- М-100B
- М-130
- МН-300
- ММР-05
- ММР-06
- ММР-08
- МР-1
- МР-06М
- МР-12
- МР-20
- Skylark
- SS-520
- Sonda (lanciatore)
- VS